# Alois Srdce
Alois Srdce (21. května 1888, Praha – 31. ledna 1966, Dobříš) byl významný český knihkupec a nakladatel.

## Život
Narodil se v rodině knihkupce Aloise Srdce (1852–1905) a jeho manželky Marie, rozené Bílové (1859–1918). Měl mladšího bratra Václava, který se stal právníkem.
Firma Alois Srdce byla založena jeho otcem v roce 1862 a sídlila původně v někdejším domě První české vzájemné pojišťovny v Praze ve Spálené ulici č. 14, čp. 76. Tam se narodil. Po zboření domu firma přesídlila naproti do Spálené ul. č. 19, čp. 92 (po přečíslování č. 21, čp. 92). Vyučil se u plzeňského knihkupce Housera a poté vstoupil do otcovy firmy. Po otcově smrti vedla závod vdova Marie Srdcová. Kromě knihkupectví a nakladatelství se věnovala komisionářství zastupujícímu přes 50 venkovských knihkupců. V tomto roce převzal jako třicetiletý rodinnou firmu a rozhodl se zrušit komisionářství a věnovat se pouze nakladatelské a knihkupecké činnosti.

## Národní knihkupectví a nakladatelství Alois Srdce
Národní knihkupectví a nakladatelství Alois Srdce postupně vstoupilo do povědomí čtenářů kvalitou knižní produkce. Již od samého počátku nakladatelské činnosti se věnoval vydávání kvalitní a nové literatury. Jeho „Kruh četby zábavné a vzdělávací“ redigoval Emanuel z Lešehradu a vycházela zde moderní evropská a česká literatura – mezi jinými Gustav Flaubert, Jiří Karásek ze Lvovic, Otokar Březina, Viktor Dyk, Auguste Villiers de l'Isle Adam, Bjørnstjerne Bjørnson, Stéphane Mallarmé, Joris Karl Huysmans. Kromě moderních románů a poezie vydává též eseje, povídky, literární studie a filosofické spisy. Významným počinem je zprostředkování děl – Friedrich Nietzsche – Tak pravil Zarathustra a Sigmund Freud – Tři úvahy o sexuální teorii – vydaných v prvních českých překladech. Od roku 1913 zde vycházela rovněž revue Literární svět, která informuje o moderní světové literatuře.

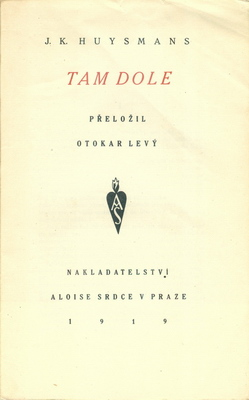
Titulní list knihy Jorise Karl Huysmanse Tam dole v překladu Otakara Levého; 1919

V edici humoru „Srdcovy knihy dobré nálady“ , čítající víc než 40 titulů, začal vydávat nejen autory české (Alarich, Jaroslav Žák), ale i anglo-americké (Jerome Klapka Jerome). Další vydavatelské záměry později znemožnila léta druhé světové války. Vydával rovněž grafické listy a bibliofilské tisky.
Jeho jméno je rovněž spojeno s klubem moderních nakladatelů Kmen, který vznikl při Svazu knihkupců a nakladatelů ČSR, jehož byl po několik let předsedou.
Dobrou, umělecky hodnotnou literaturu nejen vydával, ale také propagoval a prodával. Čelil přitom silné konkurenci, neboť ve Spálené ulici se v meziválečném období nacházelo šest knihkupectví (Tašek – knihkupectví, Kropáč-Kucharsky – knihkupectví, Šolc-Šimáček – nakladatelství a knihkupectví, Mazač – nakladatelství a knihkupectví, družstvo Česká expedice – knihkupectví).
Činnost nakladatelství a knihkupectví ukončil násilně rok 1949. On sám, ač vážně nemocen – byl deportován na 15 dnů do bývalého kláštera sv. Jana pod Skalou a závod „z důvodu jeho nepřítomnosti“ znárodněn. Je smutnou ironií, že si tento pobyt musel sám zaplatit. Jeho synové Alois a Miroslav, řádní zaměstnanci tohoto závodu, byli deportováni na půl roku do kladenských hutí, syn Václav – vykonávající vojenskou prezenční službu – byl převelen do proslulých PTP a sedm měsíců pracoval v ostravských dolech.
V české knižní historii se jedná o jednoho z průkopníků moderního nakladatelského podnikání. Jeho knihkupectví vystavovalo za svými výlohami pravidelně každý čtvrtek veškerou knižní produkci uplynulého týdne. Tento zvyk pravidelně informovat veřejnost pak převzaly „knižní čtvrtky“ za doby socialismu v Československu. Byl rovněž jedním z mála, kteří i za nacistické okupace měli ve svých výlohách pouze české nápisy.

## Edice
- Essaye a studie Emanuela z Lešehradu
- Divadelní umění
- Srdcovy knihy dobré nálady
- Kruh četby
- Kruh četby zábavné a vzdělávací
- Povídky / Björnstjerne Björnson
- Spisy Bedřicha Nietzsche